# SN 1996ar
SN 1996ar – supernowa typu Ia odkryta 20 sierpnia 1996 roku w galaktyce A013152-0213. W momencie odkrycia miała maksymalną jasność 18,50m.